# Martin Mareš
Martin Mareš (Blansko, Moràvia Meridional, 23 de gener de 1982) va ser un ciclista txec que fou professional del 2002 al 2010. Del seu palmarès destaca el Campionat nacional en ruta de 2009.

## Palmarès
- 2004
  -  Campió de Txèquia sub-23 en ruta
  - Vencedor d'una etapa al Tour de l'Avenir
- 2005
  - 1r a la Volta al llac Qinghai
- 2007
  - Vencedor d'una etapa a la Volta al llac Qinghai
- 2009
  -  Campió de Txèquia en ruta
- 2010
  - Vencedor d'una etapa al Central European Tour:Gyomaendröd